# Ненсі Вейр
Ненсі Вейр (англ. Nancy Weir; (13 липня 1915 , Мельбурн  — 14 жовтня 2008 , Брисбен )) — австралійська піаністка та музичний педагог.

## Життєпис
Ненсі Вейр народилася в 1915 році в сім'ї власника готелю. Дебютувала з Мельбурнським симфонічним оркестром під керуванням Фріца Харта у 13-річному віці, виконавши Третій концерт Людвіга ван Бетховена, після чого для Вейр за підпискою було зібрано стипендію для навчання в Європі. У 1930 — 1933 роках навчалася в Берліні спочатку в Едвіна Фішера, а потім в Артура Шнабеля. У 1933 році, слідом за еміграцією Шнабеля, переселилася до Лондона, де протягом трьох років продовжувала навчання в Королівській музичній академії у Гарольда Крекстона. Сольна та ансамблева кар'єра Вейр була перервана другою світовою війною, в ході якої вона, користуючись добре засвоєною в роки навчання в Німеччині німецькою мовою, працювала в британській розвідці у підрозділах, що займалися радіоперехопленням. Після закінчення війни продовжувала жити і концертувати у Великій Британії до 1954 року, після чого повернулася до Австралії.
З 1955 року викладала у Мельбурнській консерваторії, у 1956 році виступала на церемонії відкриття Мельбурнської Олімпіади. У 1958 році гастролювала у Китаї. У 1966 — 1980 роках викладала в Квінслендській консерваторії, де серед її учнів був, зокрема, Пірс Лейн.
Під час роботи в Квінсленді вона, зокрема, очолила автобусні тури Students' Symphonic Safaris по штату, а після виходу на пенсію з консерваторії в 1980 році придбала театр Ріальто у Вест-Енді в 1983 році, яким успішно керувала кілька років. Подальші переїзди були до Таунсвілла та Пінакла, на захід від Маккая, де вона придбала, відреставрувала і жила в деконсекрованій церкві, яку вона перейменувала на «Айнзідельн» — за назвою муніципалітету в Швейцарії, де їй було врятовано життя завдяки операції, яка залишила її частково глухою. Пірс Лейн і Вейр виступали разом у цій маленькій дерев'яній будівлі. Її сподобалася ця місцевість завдяки роботі Дороті Блайнс, місцевої вчительки фортепіано та співзасновниці Pinnacle Playhouse. В останні роки Ненсі Вейр жила у Слейд-Пойнт, Маккей, де деякий час вона тримала невеликий продуктовий магазин, поки не продала його після того, як туди кілька разів вторглися грабіжники.
У 1989 році в Квінслендському центрі виконавських мистецтв (QPAC) відбулася архівна виставка оригінальних концертних програм Ненсі Вейр, фотографій воєнного часу та особистих речей. 1994 року була удостоєна ступеня почесного доктора Університету Гріффіта, до складу якого тепер входить Квінслендська консерваторія. У 2002 році її перевели до будинку престарілих у Брісбені, померла в Аміті, Нью-Фарм, 14 жовтня 2008 року на 94-му році життя. Її похоронна служба розпочалася із запису її виконання «Bénédiction de Dieu dans la solitude» Ліста з Harmonies poétiques et religieuses.